# Erika Günther
Erika Günther, geborene Erika Märker, (* 9. Oktober 1929 in Schneeberg; † 16. Mai 2013 in Berlin) war eine deutsche Slawistin.

## Leben
Nach der Promotion zum Dr. phil. am 27. Januar 1965 an der Humboldt-Universität zu Berlin und der Habilitation 1977 ebenda wurde sie 1978 Professorin in Berlin. Die Emeritierung erfolgte 1990.